# Rökläppen
Rökläppen är ett skär i Åland (Finland). Det ligger i Skärgårdshavet och i kommunen Kökar i landskapet Åland, i den sydvästra delen av landet. Ön ligger omkring 56 kilometer öster om Mariehamn och omkring 220 kilometer väster om Helsingfors.
Öns area är 2,7 hektar och dess största längd är 310 meter i öst-västlig riktning. Runt Rökläppen är det glesbefolkat, med 11 invånare per kvadratkilometer.. Närmaste större samhälle är Kökar, 9,6 km söder om Rökläppen.